# Enteromyxum
Enteromyxum là một chi động vật thân nhớt.

## Loài
World Register of Marine Species cộng nhận các loài sau:
- Enteromyxum fugu (Tun, Yokoyama, Ogawa & Wakayabashi, 2002)
- Enteromyxum leei (Diamant, Lom & Dyková, 1994)
- Enteromyxum scophthalmi Palenzuela, Redondo & Alvarez-Pellitero, 2002